# Explicació
Una explicació és una declaració que descriu les causes, el context i les conseqüències d'un assumpte, procés o estat, així com les normes o lleis en relació amb aquest tema. Alguns elements de l'explicació poden ser implícits.
Les explicacions poden ser donades solament per aquells que entenen el tema explicat. En la investigació científica, l'explicació és un dels tres objectius de la recerca (els altres dos són l'exploració i la descripció). L'explicació és el descobriment de les relacions i la presentació d'informes entre els diferents aspectes del fenomen estudiat. En epistemologia i teoria del coneixement sovint es distingeix "explicació" de "comprensió".
Una explicació pot ser deductiva, funcional, històrica, psicològica, reductiva o teleològica.